# Кожаны (Брянская область)
Кожаны́ — село в Гордеевском районе Брянской области, в составе Мирнинского сельского поселения. Расположено в 2 км к югу от посёлка Мирный, на восточном берегу Кожановского озера. Население — 358 человек (2010 год).

## История
В старину среди топких болот на территории нынешнего села стоял глухой непроходимый лес. По некоторым данным его история связана с Пугачевским восстанием.
После разгрома Пугачевского восстания соучастники Е.Пугачева бежали от преследований в отдаленные глухие места. Еще раньше здесь скрывались крепостные крестьяне. Здесь они вырубали лес, разрабатывали землю, занимались скотоводством.
Таким образом, первые поселенцы появились в этих местах еще в начале 18 века, в период правления Петра I. Сам государь был занят войной со шведами, а местные помещики вначале не обращали внимания на переселенцев. Но когда военные действия перекинулись в эти края, в борьбу со шведами вступило местное население. Это были первые партизаны в истории России.
В Кожанах первые 12 переселенцев поселились на месте нынешней улицы Улочка. Называли они свое место "загородь",так как приходилось огораживаться от диких животных, которые уничтожали домашний скот. Позже кожановские крестьяне были отданы в распоряжение монахов Коташинского-Мамино-Островского монастыря. Его центр находился около города Злынка. В Кожанах построили мельницу, принадлежавшую монахам. Жители села рыли канавы по болотам под руководством монахов. Их называли "окопы". Они стягивали воду к мельнице.
Также активно использовалось Кожановское озеро. Монахи сдавали его в аренду евреям, а они нанимали крестьян и ловили рыбу. Евреи строили небольшие магазины и вели торговлю.
Старожилы рассказывают, что птиц было настолько много, что они неслись на банях и погребах.
Об истории названия "Кожаны" ходят разные предания. Одно из них говорит о том, что отделение монастыря было в глухом лесу, где велось много летучих мышей , которых местные называли "Кожаны". Люди ходили в белой одежде, а летучие мыши садились на белое. Людям было трудно пройти, отмахиваясь от "Кожанов". Отсюда отделение монастыря назвали "Кожаны".
Другое предание рассказывает, что охотники из других поселений (Смяльч) ходили к озеру и чтобы не заблудиться, они на своем пути делали засечки, а самой главной приметой у озера был огромный усохший дуб. В нем велись летучие мыши (Кожаны). Всякий раз, когда охотники собирались на охоту к озеру, говорили: "Пойдемте по направлению "Кожанов". Отсюда и название села "Кожаны". 
До 1781 года село входило в Новоместскую сотню Стародубского полка, с 1782 по 1921 в Суражском уезде (с 1861 — в составе Верещакской волости); в 1921—1929 в Клинцовском уезде (Верещакская, с 1923 Ущерпская волость).
С 1929 в Гордеевском районе, а в период его временного расформирования — в Клинцовском (1963—1966), Красногорском (1967—1985) районе. До 2005 года — центр Кожановского сельсовета.
В 1961 году для транспортировки торфа была построена узкоколейная железная дорога Кожаны—Сураж (использовалась и для пассажирского сообщения; демонтирована в 1990-е годы).